# Абинский район
Аби́нский райо́н — административно-территориальная единица и муниципальное образование (муниципальный район) в составе Краснодарского края Российской Федерации.
Административный центр — город Абинск.

## Символика

### Флаг и герб
Флаг Абинского района представляет собой прямоугольное полотнище, пересеченное двумя полосами: зеленая полоса символизирует богатую природу района и развитое сельское хозяйство; синяя полоса - река Абин, давшая название районному центру - городу Абинску. В центре флага расположено крепостное укрепление, построенное казаками на берегу реки.
Зеленое поле герба говорит о богатой природе района, развитом сельском хозяйстве, перерабатывающей и добывающей промышленности. Синий цвет в нижней части герба - это главная река района, от которой и пошло название его районого центра, - города Абинска.

### Гимн
Гимн Абинского района («Любимый район наш, жемчужина края») был утверждён 5 февраля 2025 года решением № 731-С Совета муниципального образования Абинский район.

Любимый район наш, жемчужина края,

В предгорьях Кавказа начало берет.

Абин по земле сотни лет протекая,

В родную Кубань свои воды несет.

Припев:
Абинский район, ты гордость моя,

Абинский район - отчий дом,

Живем вместе мы, как большая семья,

Пусть счастье царит в доме том!

Абинская крепость на страже стояла

Земель плодородных, природы красот.

А доблесть казачья историей стала,

Хранит ее в памяти весь наш народ.

Припев. 

Район, ты с годами все лучше и краше,

Сады украшают родные поля,

И золота белого полные чаши

Дает благодатная наша земля.

Припев. 
Нефтяники недра штурмуют отважно,

Построен завод АЭМЗ для людей,

И все достижения района нам важны,

Как убранный хлеб с вольных, щедрых полей.

Припев. 

## География
Площадь района составляет 1624 км². На юге граничит с территорией городского округа города Геленджик, граница проходит по Главному Кавказскому хребту. На севере — по реке Кубань граничит с Красноармейским районом. На западе — с Крымским районом, на востоке — с Северским районом. Центральная и северная часть района представлена Кубано-Приазовской низменностью со средней высотой 5-30 м, юг района - северная часть Кавказских гор с высотами до 921 м. Лесистость района - 41 %

## История
Абинский район был образован 2 июня 1924 года в составе Кубанского округа Юго-Восточной области. В его состав вошли территории упразднённых Абинской, Мингрельской и Холмской волостей Таманского отдела Кубано-Черноморской области. Первоначально район состоял из 8 сельских советов: Абинского, Ахтырского, Варнавинского, Мерчанского, Мингрельского, Холмского, Шапсугского и Эриванского.
С 16 ноября 1924 года — в составе Северо-Кавказского края.
10 марта 1932 года Абинский район был упразднён и вся его территория присоединена к Крымскому району.
31 декабря 1934 года район был восстановлен уже в составе Азово-Черноморского края, с 13 сентября 1937 в составе Краснодарского края.
1 февраля 1963 года все сельские советы Абинского района были переданы в Крымский район, а из числа поселковых советов Абинского, Крымского и Северского районов был образован — Абинский промышленный район.
12 января 1965 года Абинский промышленный район был упразднён, а Абинский район был восстановлен в своих прежних границах.
С 1 января 2006 году в соответствии с Законом Краснодарского края от 5 мая 2004 года № 700-КЗ, Абинский район наделён статусом муниципального района, в составе образованы 8 муниципальных образований: 2 городских и 6 сельских поселений.

## Население
| 1939    | 1959    | 1970    | 1979    | 1989    | 2002    | 2006    | 2009    | 2010    |
| ------- | ------- | ------- | ------- | ------- | ------- | ------- | ------- | ------- |
| 50 455  | ↗66 498 | ↗76 422 | ↗78 906 | ↗82 426 | ↗89 794 | ↘89 270 | ↗90 536 | ↗91 909 |
| 2011    | 2012    | 2013    | 2014    | 2015    | 2016    | 2017    | 2018    | 2019    |
| ↗92 102 | ↗92 999 | ↗93 581 | ↗94 927 | ↗95 773 | ↗96 338 | ↗96 854 | ↗97 376 | ↗97 925 |
| 2020    | 2021    | 2023    | 2025    |         |         |         |         |         |
| ↗98 989 | ↘98 943 | ↘97 539 | ↘96 021 |         |         |         |         |         |

Урбанизация
В городских условиях (город Абинск и пгт Ахтырский) проживают 62.18 % населения района.
Национальный состав
По данным Всероссийской переписи населения 2010 года:
| Народ                       | Численность, чел. | Доля от всего населения, % |
| --------------------------- | ----------------- | -------------------------- |
| русские                     | 81 470            | 88,64 %                    |
| армяне                      | 2733              | 2,97 %                     |
| украинцы                    | 1552              | 1,69 %                     |
| другие                      | 4059              | 4,42 %                     |
| не указавшие национальность | 2095              | 2,28 %                     |
| всего                       | 91 909            | 100,0 %                    |

По итогам переписи населения 2020 года проживали следующие национальности (национальности менее 0,1 % и другое см. в сноске к строке «Другие»):
| Национальность | Численность, чел. | Доля     |
| -------------- | ----------------- | -------- |
| Русские        | 92 990            | 93,98 %  |
| Армяне         | 2149              | 2,17 %   |
| Украинцы       | 562               | 0,57 %   |
| Татары         | 448               | 0,45 %   |
| Турки          | 353               | 0,36 %   |
| Греки          | 307               | 0,31 %   |
| Цыгане         | 180               | 0,18 %   |
| Немцы          | 140               | 0,14 %   |
| Езиды          | 128               | 0,13 %   |
| Грузины        | 106               | 0,11 %   |
| Белорусы       | 105               | 0,11 %   |
| Другие         | 1475              | 1,49 %   |
| Итого          | 98 943            | 100,00 % |

Половозрастной состав
По данным Всероссийской переписи населения 2010 года:
| Возраст     | Мужчины, чел. | Женщины, чел. | Общая численность, чел. | Доля от всего населения, % |
| ----------- | ------------- | ------------- | ----------------------- | -------------------------- |
| 0 — 14 лет  | 7319          | 6863          | 14 182                  | 15,43 %                    |
| 15 — 59 лет | 28 197        | 29 128        | 57 325                  | 62,37 %                    |
| от 60 лет   | 7473          | 12 929        | 20 402                  | 22,20 %                    |
| Всего       | 42 989        | 48 920        | 91 909                  | 100,0 %                    |

Мужчины — 42 989 чел. (46,8 %). Женщины — 48 920 чел. (53,2 %).
Средний возраст населения: 40,9 лет. Средний возраст мужчин: 38,2 лет. Средний возраст женщин: 43,3 лет.
Медианный возраст населения: 40,9 лет. Медианный возраст мужчин: 37,5 лет. Медианный возраст женщин: 44,7 лет.

## Административно-муниципальное устройство
В рамках административно-территориального устройства края, Абинский район включает 1 город районного подчинения, 1 поселковый округ и 6 сельских округов.
В рамках организации местного самоуправления в Апшеронский район входят 8 муниципальных образований нижнего уровня, в том числе 2 городских и 6 сельских поселений:
| № | Муниципальное образование        | Административный центр | Количество населённых пунктов | Население | Площадь, км² |
| - | -------------------------------- | ---------------------- | ----------------------------- | --------- | ------------ |
| 1 | Абинское городское поселение     | город Абинск           | 5                             | ↘39 854   | 322,94       |
| 2 | Ахтырское городское поселение    | пгт Ахтырский          | 1                             | ↘21 270   | 174,24       |
| 3 | Варнавинское сельское поселение  | село Варнавинское      | 2                             | ↘1152     | 66,33        |
| 4 | Мингрельское сельское поселение  | станица Мингрельская   | 2                             | ↘5414     | 206,39       |
| 5 | Ольгинское сельское поселение    | хутор Ольгинский       | 5                             | ↘2465     | 98,60        |
| 6 | Светлогорское сельское поселение | село Светлогорское     | 3                             | ↘1942     | 235,38       |
| 7 | Фёдоровское сельское поселение   | станица Фёдоровская    | 6                             | ↘4442     | 99,31        |
| 8 | Холмское сельское поселение      | станица Холмская       | 11                            | ↘21 000   | 420,91       |

## Населённые пункты
В Абинском районе 35 населённых пунктов:
| №  | Населённый пункт  | Тип     | Население | Муниципальное образование        |
| -- | ----------------- | ------- | --------- | -------------------------------- |
| 1  | Абинск            | город   | ↘38 440   | Абинское городское поселение     |
| 2  | Аушед             | хутор   | ↘56       | Мингрельское сельское поселение  |
| 3  | Ахтырский         | пгт     | ↘21 270   | Ахтырское городское поселение    |
| 4  | Бережной          | хутор   | ↘151      | Абинское городское поселение     |
| 5  | Богдасаров        | хутор   | ↘66       | Ольгинское сельское поселение    |
| 6  | Варнавинское      | село    | ↘1111     | Варнавинское сельское поселение  |
| 7  | Васильевский      | хутор   | ↘248      | Фёдоровское сельское поселение   |
| 8  | Воробьёв          | хутор   | ↘45       | Холмское сельское поселение      |
| 9  | Екатериновский    | хутор   | ↗1701     | Фёдоровское сельское поселение   |
| 10 | Коробкин          | хутор   | ↗172      | Абинское городское поселение     |
| 11 | Косовичи          | хутор   | ↘8        | Фёдоровское сельское поселение   |
| 12 | Кравченко         | хутор   | ↘39       | Холмское сельское поселение      |
| 13 | Краснооктябрьский | хутор   | ↘705      | Холмское сельское поселение      |
| 14 | Ленинский         | хутор   | ↗874      | Ольгинское сельское поселение    |
| 15 | Мингрельская      | станица | ↗5397     | Мингрельское сельское поселение  |
| 16 | Нечаевский        | хутор   | ↘43       | Ольгинское сельское поселение    |
| 17 | Новосадовый       | посёлок | ↗18       | Холмское сельское поселение      |
| 18 | Новый             | посёлок | ↗889      | Холмское сельское поселение      |
| 19 | Ольгинский        | хутор   | ↗1310     | Ольгинское сельское поселение    |
| 20 | Первомайский      | хутор   | ↘258      | Холмское сельское поселение      |
| 21 | Покровский        | хутор   | ↘74       | Фёдоровское сельское поселение   |
| 22 | Пролетарий        | посёлок | ↗368      | Абинское городское поселение     |
| 23 | Садовый           | хутор   | ↘55       | Варнавинское сельское поселение  |
| 24 | Свердловский      | хутор   | ↘263      | Фёдоровское сельское поселение   |
| 25 | Светлогорское     | село    | ↗695      | Светлогорское сельское поселение |
| 26 | Свободный         | хутор   | ↗377      | Ольгинское сельское поселение    |
| 27 | Синегорск         | посёлок | ↗964      | Холмское сельское поселение      |
| 28 | Сосновая Роща     | посёлок | ↘16       | Холмское сельское поселение      |
| 29 | Фёдоровская       | станица | ↗2081     | Фёдоровское сельское поселение   |
| 30 | Хабль             | хутор   | ↘31       | Холмское сельское поселение      |
| 31 | Холмская          | станица | ↗18 699   | Холмское сельское поселение      |
| 32 | Шапсугская        | станица | ↗459      | Абинское городское поселение     |
| 33 | Эрастов           | хутор   | ↗24       | Холмское сельское поселение      |
| 34 | Эриванская        | станица | ↘650      | Светлогорское сельское поселение |
| 35 | Эриванский        | хутор   | ↘420      | Светлогорское сельское поселение |

## Транспорт
С востока на запад район пересекают автомагистраль и железнодорожная ветка «Краснодар—Новороссийск».

## Экономика
В районе имеются значительные запасы песка, гравия, мергеля, песчаника, известняка, добываются нефть и газ.